# Stuart Sutcliffe
Stuart Sutcliffe (anglès: Stuart Fergusson Victor Sutcliffe)  (Edimburg i Simpson Memorial Maternity Hospital, 23 de juny de 1940 - Hamburg, 10 d'abril de 1962) fou el primer baixista de The Beatles, conegut com "el cinquè Beatle", pseudònim que comparteix amb altres personatges.

## Biografia
Va ser amic íntim de John Lennon, i fou per ell que entrà al grup el 1959. Va cursar estudis a l'Art College de Liverpool, on als 19 anys el van considerar l'estudiant més prometedor i amb més talent de l'institut.
Segons explica Paul quan Stu va vendre una de les seves pintures el 1959 per 65 lliures, John i Paul el van convèncer de comprar amb aquests diners un baix elèctric alemany (de la marca Höfner) i unir-se a la banda, un instrument el qual no sabia tocar. Es diu que l'usava més per estètica que no pas per interès genuí de ser músic; segons Paul "era millor tenir un baixista que no sabia tocar que no tenir-ne cap". En algunes de les primeres fotos del grup quan encara eren desconeguts se'l pot veure tocant d'esquena al públic per a ocultar la seva falta de pràctica. En realitat el seu interès per formar part d'una banda de Rock & Roll, a més de la seva amistat amb John, era el de reforçar la seva imatge de "bohemi" a l'institut.
És en aquests inicis de la banda quan es dona l'aportació humorística de Stuart per a la creació del terme Beatles (els que fan música beat), juntament amb Lennon, aprofitant el joc de paraules que resultava de "Beetles" (Escarabats), semblant al nom del grup de Buddy Holly "Crickets" (Grills). A més a més, Sutcliffe era admirador d'una pel·lícula de Marlon Brando "Salvatge" on sortien uns grup de motoristes que es feien anomenar The Beetles (Els Escarabats). Amb aquest nom, Lennon va canviar una E per una A. Sorgeix així en la seva etapa inicial el grup "Long John and the Silver Beatles", posteriorment seria solament "The Silver Beatles" i finalment el nom amb el qual passarien a la història, The Beatles. Després d'haver tocat una nit al Litherland Town Hall, al nord de Liverpool, els "Silver Beatles" van ser atacats mentre anaven cap a la seva camioneta. En la baralla, Stu va resultar colpejat al cap, i aquesta lesió li va generar repercussions més tard.
El 1961, el grup havia realitzat la seva segona gira per Hamburg i al final la banda torna a Liverpool, menys Stuart, qui decidí quedar-se més temps per a desenvolupar més la seva inclinació per la pintura. En aquesta època a més, Stu havia començat una relació sentimental amb la fotògrafa alemanya Astrid Kirchherr (inspiradora del famós pentinat "Mop Top" Beatle i molt amiga d'aquests, amb el baixista, també alemany, Klaus Voorman, posterior integrant de Manfred Mann i Plastic Ono Band, aquesta darrera liderada per John Lennon. El 10 d'abril de l'any següent, 1962, morí a conseqüència d'una hemorràgia cerebral, amb tot just 21 anys, en la vigília de la tercera gira del grup per aquesta ciutat i dies després del llançament del primer single de The Beatles "Love Me Do".
Passats quasi 40 anys de la seva mort, Pauline, la germana petita de Stu, publicà certs records que donaven una explicació diferent sobre l'hemorràgia cerebral que li va provocar la mort. Segons ella, l'Stu va rebre el cop més fort a Hamburg, unes setmanes després de la nit de Litherland Town Hall. Un dia que ell i John Lennon estaven passejant, aquest últim el va atacar sense cap mena d'avís ni provocació. El tirà a terra a cops i li va etzibar unes quantes puntades de peu. També es diu que Paul Mc Cartney hi era present, que John Lennon va fugir immediatament del lloc dels fets i que va ser Mc Cartney qui va haver de recollir l'Stuart, que sagnava per la cara i per una orella.
La Pauline digué que aquest incident li fou confessat pel mateix Stu i, segons ella, alguns dels motius que portessin al John a fer això podien ser la poca capacitat musical de l'Stu i els problemes que això causava al grup, la gelosia deguda a la nova vida de l'Stu com a artista i potser algun sentiment secret per l'Astrid Kirchher.